# Ode (dokumentarfilm)
|  | Denne artikel er oprettet af botten Steenthbot ud fra en ekstern database. Den kan derfor have sproglige fejl eller mangler. Denne skabelon kan fjernes efter kontrol af indholdet. |

Ode er en dansk dokumentarfilm fra 2015 instrueret af Kim Richard Adler Mejdahl.

## Handling
En familie synger om drabet på deres alkoholiske far i et forsøg på at befri sig fra en traumatisk fortid.

## Medvirkende
- Birte Karla Mejdahl
- Ida Julie Mejdahl
- Emilie Christine Mejdahl
- Maria Terese Mejdahl
- Kim Richard Adler Mejdahl
- Emil Hvidberg Christensen